# أسد بن موسى
أبو سعيد أسد بن موسى بن إبراهيم بن الوليد بن عبد الملك بن مروان الأموي القرشي، الملقب بـ أسد السنة، (132 هـ / 750م - 212 هـ / 827م) محدث من الثقات، عاش بمصر ومات بها، ولي جده إبراهيم بن الوليد الخلافة شهرين، وخلعه مروان بن محمد. ولد أسد بالبصرة، وقيل: بمصر سنة زالت سقوط الدولة الأموية 132 هـ، فنشأ، وطلب العلم ورحل، وجمع وصنَّف. عاش ثمانين سنة، من تصانيفه كتاب «الزهد».

## روايته للحديث النبوي
- روى عن: شعبة بن الحجاج، وشيبان النحوي، وعبد الرحمن بن عبد الله بن عتبة، ويونس بن أبي إسحاق، وهو أسن شيخ له، وابن أبي ذئب، وفضيل بن مرزوق، وحماد بن سلمة، وعبد العزيز بن الماجشون، وعافية بن يزيد القاضي، وجرير بن عبد الحميد.[2]
- روى عنه: أحمد بن صالح العجلي، وابن الطبري وعبد الملك بن حبيب السلمي الفقيه، والربيع بن سليمان المرادي، والربيع بن سليمان الجيزي، وولده سعيد بن أسد، والمقدام بن داود الرعيني، وأبو يزيد يوسف بن يزيد القراطيسي.[2]
- الجرح والتعديل: قال البخاري: هو مشهور الحديث، وقال النسائي: ثقة، ولو لم يصنف لكان خيرا له،[2] وقال أبو سعيد بن يونس: محدث بأحاديث منكرة وأحسب الآفة من غيره، وقال ابن حجر العسقلاني: صنف في «فضائل الشيخين»، وقال الذهبي: «الإمام الحافظ الثقة، ورد تضعيف ابن حزم الأندلسي، استشهد به البخاري، واحتج به النسائي وأبو داود، وما علمت به بأسًا».[3]